# Richard Wienstein
Richard Adalbert Hermann Ernst Wienstein (* 3. Juni 1892 in Guben; † 18. Dezember 1937 in Berlin) war ein deutscher Beamter. Als Ministerialdirektor war er ständiger Stellvertreter des Staatssekretärs und Chefs der Reichskanzlei Hans Heinrich Lammers.

## Leben und Tätigkeit
Wienstein war der Sohn des Kammergerichtsrats Richard Wienstein (1856–1936) und dessen Ehefrau Luzie (geb. Radmann, 1868–1933). Er studierte Rechts- und Staatswissenschaften an den Universitäten Bonn und Berlin. Als Leutnant nahm er am Ersten Weltkrieg teil und war an der Niederschlagung des Spartakusaufstandes beteiligt. Anschließend schlug er die Beamtenlaufbahn ein.
Von 1919 bis 1921 war Wienstein Gerichtsreferendar. 1922 wurde er als Regierungsassessor und Hilfsreferent im Reichsfinanzministerium – laut Witt im Reichsinnenministerium – tätig, bevor er am 18. April 1923 in die Reichskanzlei wechselte. Dort wurde er 1926 zum Oberregierungsrat befördert. 1929 wurde er zum Ministerialrat befördert und mit der Bearbeitung der Verfassungs- und verwaltungsrechtliche Fragen in der Regierungszentrale beauftragt.
Wienstein behielt seine Stellung der Reichskanzlei auch nach dem Machtantritt der Nationalsozialisten bei: Ab Mai 1933 war er ständiger Stellvertreter des am 30. Januar 1933 zum Staatssekretär der Reichskanzlei ernannten Lammers. 1934 wurde er zum Ministerialdirektor befördert und als solcher zum Leiter der Abteilung B der Reichskanzlei ernannt. Zum 1. April 1936 trat er der NSDAP bei.
Wienstein verstarb im Dezember 1937 im Alter von 45 Jahren an den Folgen einer Gallensteinoperation.
Er wurde auf dem Waldfriedhof Dahlem beigesetzt.

## Persönliches
In seiner Freizeit war Wienstein ein begeisterter Tennisspieler. Aus der gemeinsamen Zugehörigkeit zum Tennisclub Blauweiss war er u. a. mit Manfred von Ardenne befreundet, der ihm in seinen Lebenserinnerungen Ich bin ihnen begegnet das Kapitel Einblicke in Hitlers Handeln. Begegnung mit Richard Wienstein widmete.